# رصاصية أذنية
الرصاصية الأذنية (باللاتينية: Plumbago auriculata) نوع نباتي ينتمي إلى جنس الرصاصية من الفصيلة الرصاصية.

## الموئل والانتشار
موطنها جنوب أفريقيا وانتقلت منها إلى أماكن كثيرة من العالم مثل حوض البحر الأبيض المتوسط والأمريكتين.

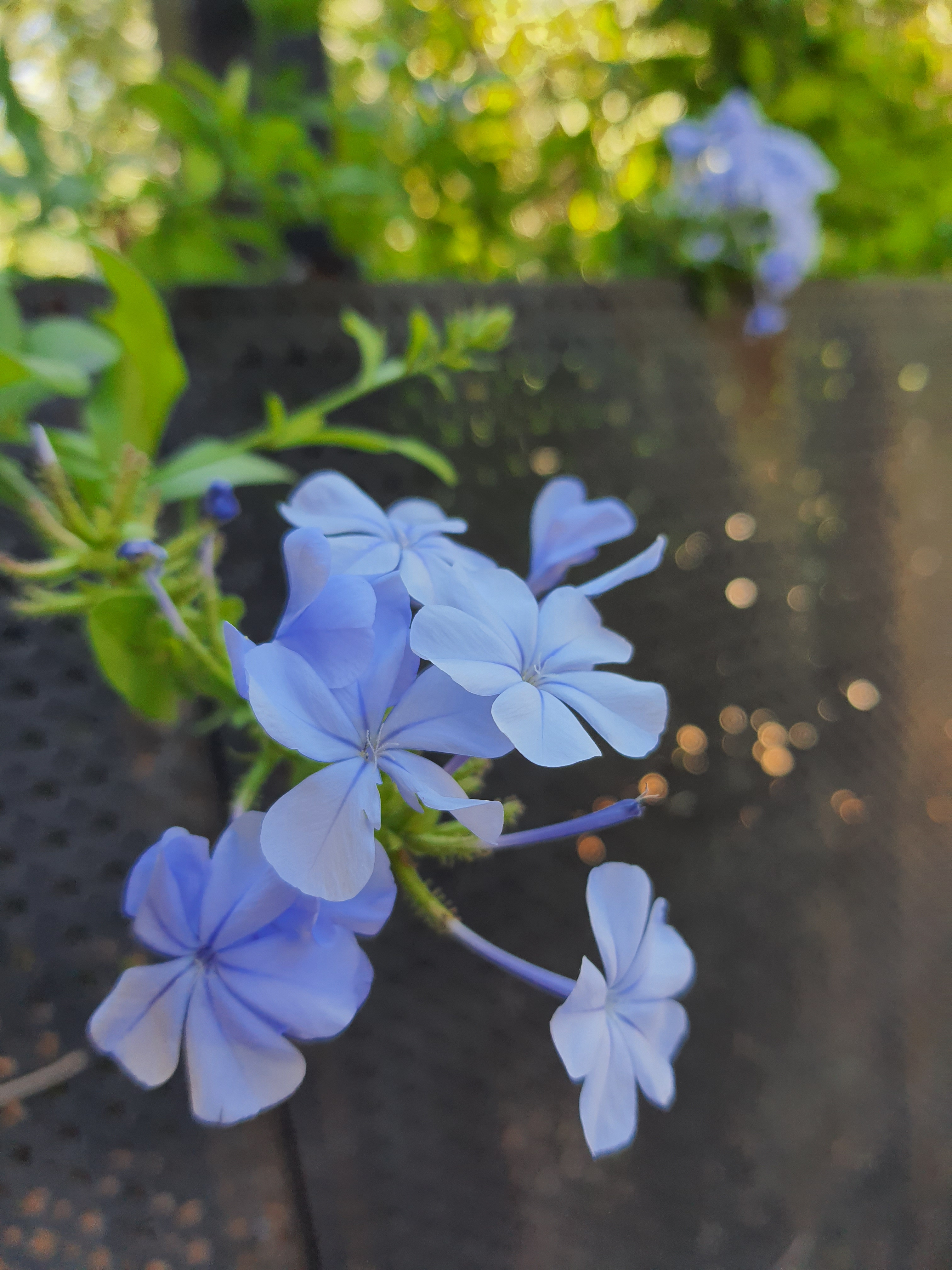
رصاصية أذنية باللون الأزرق في الأردن Plumbago auriculata